# 中村友子 (翻訳家)
中村 友子（なかむら ともこ）は、スウェーデン語、英語の翻訳家。東京都出身。母は生命誌研究者の中村桂子。
1990年にスウェーデンのストックホルム大学文学部文学科卒業。翻訳活動のほか、スウェーデン語講師も務める。

## 訳書
- ロバート・ポラック、Pollack, Robert『DNAとの対話 : 遺伝子たちが明かす人間社会の本質』中村桂子 共訳（早川書房、1995年）ISBN 4152079045、NCID BN12207329。文庫版に改題（〈ハヤカワ文庫 : NF238〉2000年）ISBN 4150502382、NCID BA48047357。

- シャロン・バーチュ・マグレイン『お母さん、ノーベル賞をもらう』中村桂子監訳（工作舎、1996年）ISBN 4-87502-270-0[2]
- Hoagland, Mahlon Bush、Dodson, Bert.『Oh！生きもの : 生物のみごとなしくみ』中村桂子 共訳（三田出版会、1996年）ISBN 9784895831703、NCID BN15222908。
- ロバート・ポラック、Pollack, Robert『脳の時計、ゲノムの時計 : 最先端の脳研究が拓く科学の新地平』中村桂子 共訳（早川書房、2000年）ISBN 4152083115、NCID BA49056717。
- ケヴィン・デイヴィーズ『ゲノムを支配する者は誰か : クレイグ・ベンターとヒトゲノム解読競争』中村桂子 監訳（日本経済新聞社、2001年）ISBN 9784532163938, 4532163935、NCID BA52810175。クレイグ・ベンター。
- ホーカン・ネッセル『終止符』（講談社〈講談社文庫〉、2003年）記録メディア図書障害者向け資料あり。<KS486-H3>
- トーリル・コーンフェルト、Kornfeldt, Torill『マンモスの帰還と蘇る絶滅動物たち：人類は遺伝子操作で自然を支配できるのか』中村桂子 監修（エイアンドエフ〈A&F BOOKS〉、2020年）ISBN 9784909355195、NCID BC02128116。記録メディア図書障害者向け資料あり。<RA111-M35>。